# Pistolet maszynowy HK UMP
Heckler & Koch Universale Maschinenpistole (HK UMP) – niemiecki pistolet maszynowy produkowany przez firmę Heckler und Koch GmbH z Oberndorf am Neckar.

## Historia konstrukcji
W latach 90 XX wieku w niemieckiej firmie Heckler und Koch GmbH postanowiono opracować nowy model pistoletu maszynowego. Nowa broń miała uzupełnić ofertę rynkową firmy na rynku amerykańskim (gdzie oddziały specjalne policji poszukiwały broni o kalibrze .45 ACP nowocześniejszej, a przede wszystkim tańszej niż starszy pistolet maszynowy firmy z Oberndorf-Necker – MP5).
Prace nad nową bronią rozpoczęły się w połowie lat 90. W następnych latach powstały prototypy MP2000 i MP5-PIP. W 1999 r. zaprezentowano gotowy model który otrzymał nazwę UMP. Zaprezentowana broń była w dużym stopniu wykonana z polimerów (komora zamkowa, komora mechanizmu spustowego, magazynki, kolba, łoże i chwyt przedni są z polimeru). Nowy pistolet maszynowy ma uproszczoną konstrukcję. Zrezygnowano z zamka półswobodnego, którego ruch jest hamowany przez symetryczne rolki. UMP strzela z zamka zamkniętego, ale jego zamek jest zamkiem swobodnym. Pierwszy zaprezentowany model miał kaliber .45 ACP, ale później pojawiły się modele kalibru .40 S&W i 9 × 19 mm Parabellum. Ponieważ nowa broń była przeznaczona głównie na rynek amerykański, chwyt pistoletowy UMP ma kształt zbliżony do chwytu pistoletowego karabinu M16.

## Opis konstrukcji
UMP jest bronią samoczynno-samopowtarzalną. Automatyka broni działa na zasadzie odrzutu zamka swobodnego. Broń strzela z zamka zamkniętego. Po wystrzeleniu ostatniego naboju zamek zatrzymuje się w tylnym położeniu (przycisk zwalniania zamka znajduje się za gniazdem magazynka po lewej stronie broni). Rękojeść przeładowania nieruchoma podczas strzelania. Mechanizm spustowy z możliwością strzelania ogniem pojedynczym i seriami (na zamówienie dodatkowo ogranicznik długości serii – serie dwu- lub trzystrzałowe). Zasilanie z magazynków trzydziestonabojowych. Przyrządy celownicze składają się z muszki i celownika przerzutowego (na jednym ramieniu szczerbina, na drugim przeziernik). Na wierzchu komory zamkowej znajduje się uniwersalna szyna STANAG 2324, służąca do montażu celowników optoelektronicznych (najczęściej kolimatorowego), druga, krótsza szyna może być zamontowana po boku lub u dołu łoża. Kolba składana na prawą stronę. Lufa poligonalna (przekrój sześciokątny), kuta na zimno, zakończona kołnierzem do szybkiego montażu tłumika dźwięku.

## Dane taktyczno-techniczne
| Wzór                                     | UMP 45                  | UMP 40  | UMP 9                |
| Nabój                                    | .45 ACP (11,43 × 23 mm) | .40 S&W | 9 × 19 mm Parabellum |
| Masa broni bez amunicji (kg)             | 2,273                   | 2,165   | 2,165                |
| Długość broni z kolbą rozłożoną (mm)     | 690                     | 690     | 690                  |
| Długość broni z kolbą złożoną (mm)       | 450                     | 450     | 450                  |
| Długość lufy (mm)                        | 200                     | 200     | 200                  |
| Długość linii celowniczej (mm)           | 340                     | 340     | 340                  |
| Szybkostrzelność teoretyczna (strz./min) | 600                     | 600     | 600                  |
| Pojemność magazynka (szt.)               | 25                      | 30      | 30                   |
| Zasięg efektywny(m)                      | 200                     | 200     | 200                  |

## UMP w Polsce
W roku 2005 Komenda Główna Policji zakupiła na potrzeby Centralnego Biura Śledczego KGP pistolety maszynowe UMP na amunicję 9mm. Początkowo policjanci CBŚ byli jedynymi użytkownikami tej broni w Polsce. W 2007 roku UMP wszedł na uzbrojenie policyjnych antyterrorystów. Jest to podyktowane nowocześniejszą konstrukcją od HK MP5 oraz niższą ceną. Pistolet maszynowy HK UMP wszedł na wyposażenie m.in. SAT Radom, SPAP Kraków, SPAP Gdańsk, SPAP Katowice, SPAP Łódź, SAT Lublin, SAT Olsztyn. Broń ta trafiła również do Wydziału Realizacyjnego Komendy Stołecznej Policji.